# Platičevo
Platičevo (en serbe cyrillique : Платичево) est une localité de Serbie située dans la province autonome de Voïvodine. Elle fait partie de la municipalité de Ruma dans le district de Syrmie (Srem). Au recensement de 2011, elle comptait 2 444 habitants.
Platičevo, officiellement classé parmi les villages de Serbie, est une communauté locale, c'est-à-dire une subdivision administrative, de la municipalité de Ruma.

## Géographie

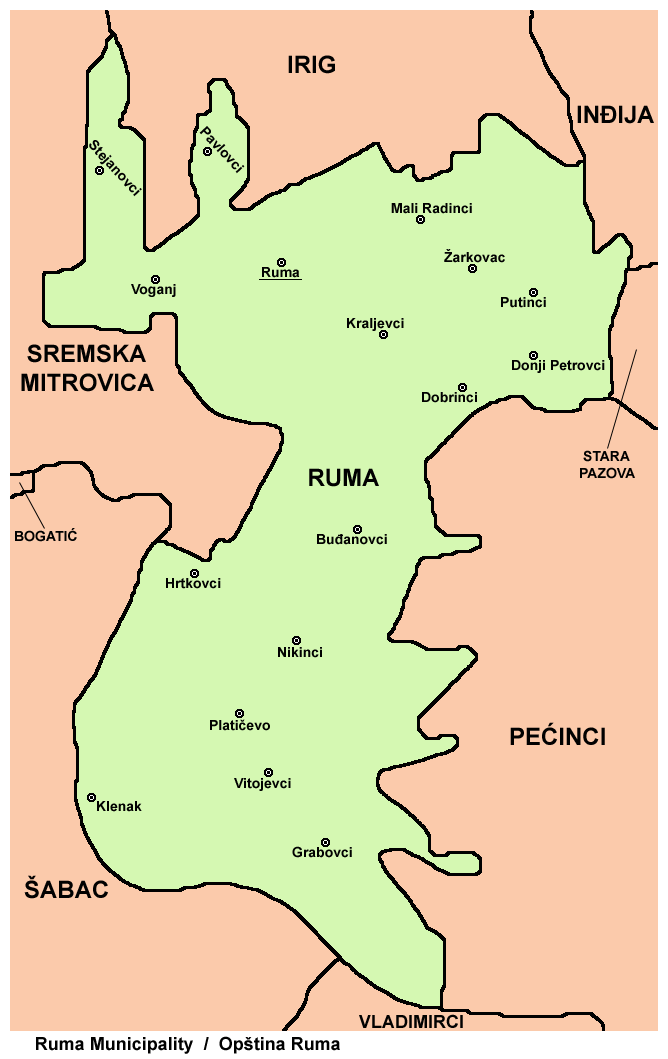
Localisation de Platičevo dans la municipalité de Ruma

Platičevo se trouve dans la région de Syrmie, sur la route nationale M-21 qui conduit de Novi Sad jusqu'à Šabac en passant par Irig et Ruma.

## Démographie

### Évolution historique de la population
| 1948  | 1953  | 1961  | 1971  | 1981  | 1991  | 2002  | 2011  |
| ----- | ----- | ----- | ----- | ----- | ----- | ----- | ----- |
| 2 378 | 2 507 | 2 726 | 2 824 | 2 812 | 2 809 | 2 760 | 2 444 |

|  |

### Données de 2002
Pyramide des âges (2002)
En 2002, l'âge moyen de la population était de 37,8 ans pour les hommes et 41,6 ans pour les femmes.
Répartition de la population par nationalités (2002)
En 2002, les Serbes représentaient 72,7 % de la population ; le village abritait notamment des minorités croates (13,1 %), hongroises (6,3 %) et roms (2 %).

## Sport

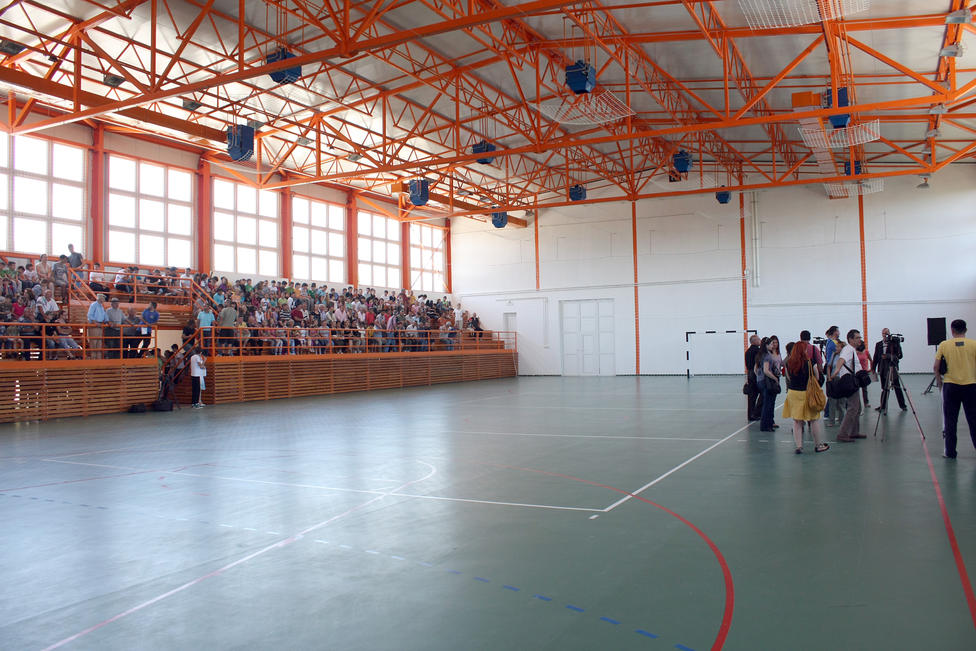
La salle de sport de Platičevo

### Données de 2011
En 2011, l'âge moyen de la population était de 41,8 ans, 40,4 ans pour les hommes et 43,3 ans pour les femmes.

## Tourisme
L'église Saint-Gabriel de Platičevo a été construite à la fin du XVIIIe siècle ; elle est inscrite sur la liste des monuments culturels de grande importance de la république de Serbie.